# Santiago Vernazza
Julio César Santiago Vernazza (Buenos Aires, 23 de setembro de 1928  – 12 de novembro de 2017) foi um futebolista argentino.
Vernazza foi um dos maiores ídolos do River Plate. Integrou La Maquinita, vitorioso elenco do clube na década de 1950. Ali ele ganhou os campeonatos argentinos de 1952, 1953, 1955 e 1956. Era conhecido por seus chutes fortes de longa distância. 
Convivendo com outros célebres jogadores ofensivos do River como Ángel Labruna, Walter Gómez, Eliseo Prado e Félix Loustau, Vernazza atuava tanto como meia quanto como centroavante ou ponta esquerda.
Ele estreou no River na mesma partida que marcou a despedida de um mito do clube, Bernabé Ferreyra, e uma atuação promissora ali levou o jornal Crítica descrever o jogo como "a morte de uma estrela e o nascimento de outra". Nascido no bairro de La Boca, onde o River fora originalmente fundado, gostava de dizer que os millonarios eram mais populares lá do que o arquirrival Boca Juniors. Deixou o clube em 1953, atuando no futebol dos três países da América do Norte.
Vernazza, que chegara ao River após fazer sucesso no Platense, também brilhou no futebol da Itália, particularmente no Palermo. Por outro lado, o fato de atuar no estrangeiro o privou de mais atuações pela Seleção Argentina, pois o sindicato dos jogadores argentinos na época vedava a convocação de quem jogasse no exterior.